# Manfred Gelpke
Manfred Gelpke (n. 3 martie 1940, Dresda, Germania Nazistă) este un canotor ce a reprezentat Republica Democrată Germană, medaliat olimpic. A participat la o ediție a Jocurilor Olimpice (1968) în care a câștigat o medalie de argint.

## Participări
Lista de mai jos prezintă principalele competiții la care a participat Manfred Gelpke de-a lungul carierei.
- rowing at the 1968 Summer Olympics – men's coxed four[*][4]